# Hypseus
Hypseus (gr. Ὑψεύς) – w mitologii greckiej król tesalskiego ludu Lapitów, syn boga rzeki Penejosa i najady Kreuzy, a więc wnuk Okeanosa i Tetydy. 
Poślubił najadę Chlidanope i miał z nią cztery córki: Kyrene, Temisto, Alcaea, Astyageia lub Astyaguia.
W mitologii greckiej występuje kilka postaci o imieniu Hypseus.

## W kulturze
- Diodor Sycylijski, Biblioteka Historyczna IV[5]
- Pindar, Oda pytyjska 9[6]